# Słowo mądrości
Słowo mądrości – przykazanie szanowania ciała jako świątyni Bożej, stosowane przez członków Kościoła Jezusa Chrystusa Świętych w Dniach Ostatnich, Społeczności Chrystusa i niektórych z pozostałych wspólnot świętych w dniach ostatnich. Jego przestrzeganie jest konieczne do przyjęcia chrztu, a w przypadku Kościoła Jezusa Chrystusa Świętych w Dniach Ostatnich, także do wejścia do świątyni.
Zostało przekazane w 1833 r. przez proroka Josepha Smitha i zawarte w 89 rozdziale Nauk i Przymierzy w wydaniu Kościoła Jezusa Chrystusa Świętych w Dniach Ostatnich, zaś w 86 rozdziale w wydaniu Społeczności Chrystusa. 

## Podział Słowa mądrości
Słowo mądrości możemy podzielić na cztery zasadnicze części:
1. Wstęp (NiP 89:1-4)
2. Lista zakazanych substancji (NiP 89:5-9)
3. Lista żywności, która powinna być spożywana, z pewnymi ograniczeniami (NiP 89:10-17)
4. Obietnica dla korzystających ze Słowa mądrości (NiP 89:18-21)

## Zakazane używki
Oprócz zasad zachowania zdrowia psychicznego i fizycznego, Słowo mądrości wyklucza możliwość stosowania następujących produktów:
- Tytoń
- Alkohol
- Kawa
- Herbata
- innych substancji uważanych przez zwolenników Słowa za szkodliwe (np: substancje odurzające, narkotyki)